# Alexis Simon Belle
Alexis Simon Belle (Parigi, 18 gennaio 1674 – Parigi, 21 novembre 1734) è stato un pittore francese noto come ritrattista della nobiltà francese e giacobita.

## Biografia
Alexis Simon nacque a Parigi figlio di Jean-Baptiste Belle (1642 circa - 1703), pittore. Iniziò l'avvicinamento alla pittura dapprima presso lo studio del padre, per poi passare in quello di François de Troy, pittore di corte di Giacomo II Stuart durante il suo esilio a Saint-Germain-en-Laye. Dal 1698 al 1701 fu aiutante presso la corte di Saint-Germain-en-Laye.
Nel 1700 vinse il prestigioso Prix de Rome e poco dopo si sposò con una pittrice di miniature. Nel 1703 fu ammesso nella celebre Académie royale de peinture et de sculpture.
Alla morte di Giacomo II, quando suo figlio Giacomo Francesco Edoardo Stuart fu riconosciuto come re d'Inghilterra con il nome di Giacomo III da parte di Luigi XIV, Alexis Simon Belle divenne il pittore di corte del nuovo pretendente giacobita.
In seguito lavorò presso la corte francese realizzando un ritratto del giovane Luigi XV.
Ebbe come allievo Joseph Aved.

## Matrimoni
- Anne Chéron (1663–1718), pittrice miniaturista, sorella di Elisabeth Sophie Chéron, pittrice su smalto e poetessa, sposata il 12 novembre 1701 e dalla quale non ebbe figli
- Deceduta Anne, sposò Marie-Nicolle Horthemels (1689 – dopo il 1745), pittrice, dalla quale ebbe due figli ed una figlia